# Гроновий, Иоганн Фридрих
Иоганн Фридрих Гроновий (8 сентября 1611, Гамбург — 28 декабря 1671, Лейден) — германский филолог-классик, критик, редактор и издатель, переводчик с древних языков.

## Биография
Родился в семье Иоганна Давида Гроновия (1575—1631) и Маргариты, урождённой Лангерманн. Его отец был советником герцога Гольштейнского; детство провёл в Бремене. Обучался в нескольких университетах: первоначально в Лейпциге и Йене, но в итоге остался в Альтдорфоском университете, расположенном недалеко от Нюрнберга, где изучал юриспруденцию. После смерти отца вернулся в Бремен, а в 1634 году переехал в Гронинген, где работал вместо с Антонием Мати, адвокатом и другом его отца, и остался в этом городе на некоторое время.
Затем путешествовал по Европе: сначала по крупным городам Нидерландов, где встречался с крупными учёными и посещал библиотеки, в 1639 году отправился в Англию, а спустя год — во Францию. Некоторое время жил в Париже, изучал право в Анже, впоследствии посетил Италию, Швейцарию и вернулся в Германию. В 1643 году был назначен преподавателем риторики и истории в Девентере, а в 1658 году занял кафедру древнегреческого языка в Лейдене, на которой работал до конца жизни. В 1665 году стал 6-м главным библиотекарем Лейденского университета, в 1661/1662 и 1670/1671 учебных годах избирался ректором университета. У него было двое детей, один из которых умер в молодом возрасте.
На протяжении своей жизни издал и снабдил примечаниями сочинения Стация, Плавта, Тита Ливия, Тацита, Авла Геллия, трагедии Сенеки. Сам также был автором множества сочинений, в том числе «Commentarius de sestertiis» (1643), комментариев к работе Гуго Гроция «О праве войны и мира» (1660), работы «Наблюдения» и так далее.
Его сын Якоб Гроновиус (1645—1716) известен в первую очередь как редактор Thesaurus antiquitatum Graecarum (1697—1702, 13 томов).
- Эта статья (раздел) содержит текст, взятый (переведённый) из одиннадцатого издания «Британской энциклопедии», перешедшего в общественное достояние.